# 19123 Stephenlevine
19123 Stephenlevine è un asteroide della fascia principale. Scoperto nel 1986, presenta un'orbita caratterizzata da un semiasse maggiore pari a 2,3359964 UA e da un'eccentricità di 0,2692335, inclinata di 2,97208° rispetto all'eclittica.
L'asteroide è dedicato all'astronomo statunitense Stephen Levine.